# フラワー・トゥッチ
フラワー・トゥッチ（Flower Tucci、1981年1月2日 - ）は、アメリカ合衆国のポルノ女優。カリフォルニア州バーバンク出身。

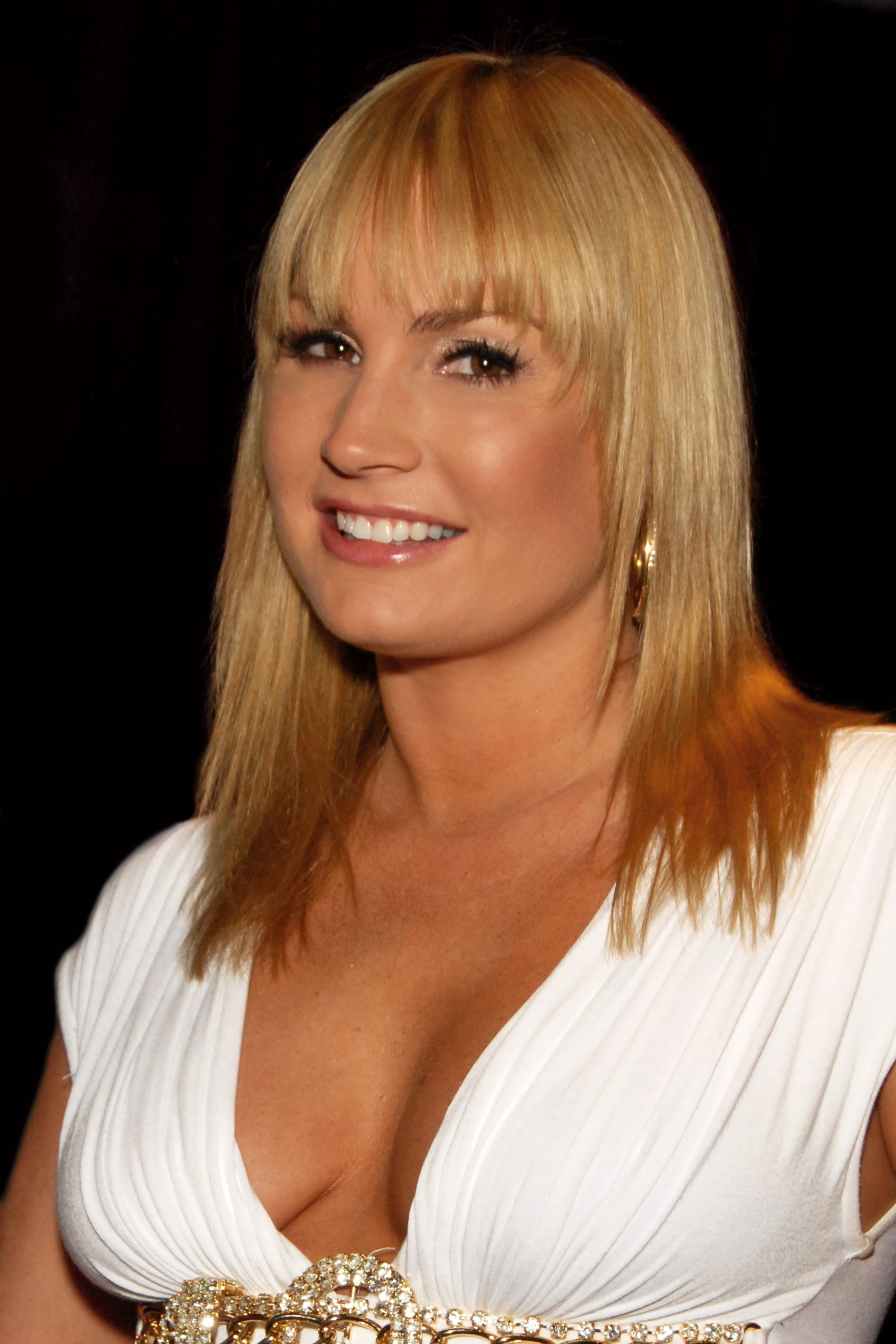
フラワー・トゥッチ